# Nuottakari (ö i Kymmenedalen, Kotka-Fredrikshamn, lat 60,42, long 27,41)
Nuottakari är en ö i Finland. Den ligger i Finska viken och i kommunen Fredrikshamn i den ekonomiska regionen  Kotka-Fredrikshamn i landskapet Kymmenedalen, i den södra delen av landet. Ön ligger omkring 26 kilometer öster om Kotka och omkring 140 kilometer öster om Helsingfors.
Öns area är 0,6 hektar och dess största längd är 180 meter i sydöst-nordvästlig riktning.